# Ганвие
Ганвие, встречается Ганвье (фр. Ganvié) — деревня, расположенная на озере Нокуэ, в часе езды от неофициальной столицы Бенина — Котону. Также именуется «африканской Венецией». В 1996 году номинирована на включение в список всемирного наследия ЮНЕСКО.

## История заселения территории современной деревни
Согласно историческим данным, первые поселенцы на территории современной деревни появились в XVI-XVII веках. Ими стали представители народа тофину, которые, по имеющимся сведениям, переселились в этот район, спасаясь от набегов народа фон, (дагомейцев), занимавшихся работорговлей. Источники указывают, что религиозные верования народа фон ограничивали их возможности входить в воду, что сделало водные территории безопасным убежищем для тофину.
Впоследствии к тофину стали присоединяться представители других племён, также искавшие защиту от набегов. Этот процесс привёл к формированию смешанного населения на данной территории.

## Принцип существования зданий в деревне
Все дома, магазины и рестораны в Ганвье расположены на сваях. Интересной особенностью деревни является наличие плавучего рынка, где местные женщины продают сельскохозяйственные товары. На одном клочке земли расположена школа. Земля, необходимая для возведения определённых сооружений, перевозится мужчинами, активно этим занимающимися, в своих лодках.

## Экономика
Основу существования деревни составляет туризм, в частности рыбная ловля. Рыбацкие капканы и подводные ограждения для разведения ценных пород рыб изготавливаются из бамбука и сетей. Ряд жителей содержит домашних животных, живущих на участках земли, поднимающихся из воды. В ресторанах можно попробовать рыбу деликатесных пород с рисом. Также на территории деревни располагаются сувенирные магазины.